# スカタンボーイズ
スカタンボーイズ（すかたんぼーいず）は、コミックバンド・音楽ショウ。
1961年11月に宮貫一、望月凡太、駒タロー（後の2代目広沢駒蔵）の3人でグループを結成。メンバーは離合集散を繰り返したが1971年頃まで活動をし「バイオレッツ」とグループ名を改称した。その後主要メンバーは平和勝次とダークホースの結成に参加。
初期はコント色が強かったが後期はグループ・サウンズの音楽色が強くなった。

## メンバー
- 宮貫一（本名：前野守、1939年 - ）、初期のリーダー、トランペット・ピアノ担当。

京都府出身。元キングレコードのバンドマン。
- 望月凡太（本名：望月武三、1921年 - ）

長野県出身。楽劇団で望月昇の名で1942年に福島聖天劇場で初舞台。漫才に転向し河内家鶴春の門下で妻と「空のぼる・ひろい」その後「望月凡太・星ララ子」と改称して組む。戎橋松竹などの舞台で活動。スカタンボーズを脱退後「望月凡太・星ララ子」を続けたがコンビ解消後は引退。
- 駒タロー（本名：美崎正則、1931年7月13日 - 2001年6月22日 ）

大阪府羽曳野市出身。元浪曲師で1970年に脱退し浪曲に復帰。
- 板東晴彦（本名：板東正明、1944年 - ）

徳島県の高校中退後、大阪に来て浮世亭歌楽・ミナミサザエの浮世亭歌楽門下になる。1966年にあひる艦隊に加入し名古屋の大須演芸場が初舞台。スカタンボーズを経て平和勝次とダークホースに在籍した。現在は作曲家。
- 入江政雄（本名：同じ、1945年 -  ）

あひる艦隊の山名偉三郎門下。1967年に神戸国際会館で初舞台。
- 崎田和音（本名：同じ、1944年 -  ）

兵庫県出身。宮貫一門下で1969年に加入し新世界新花月で初舞台。
- 藤川たけし（本名：藤川猛、1944年 -  ）

広島県出身。歌手志望で村田英雄に入門。1969年に奇術のアダチ荘一門下になりシャール藤川を名乗る。スカタンボーズに加入したがすぐに奇術に復帰した。
- 高嶋敏彦（本名：高嶋敏彦、1947年 -  ）

宮川左近ショーのメンバーであった高島和夫の実子で兄に『宗右衛門町ブルース』が大ヒットした平和勝次とダークホースの平和勝次がいる。2代目内海突破の弟子。後に笹山サンバの名で花乃ルンバと漫才を組む。
- 日比ワレル（本名：未公表、1951年 -  ）

元バンドマン。1968年に加入し厚生年金会館で初舞台。バイオレッツ、平和勝次とダークホースに在籍した。
- 大阪とんだ（本名：石田隼人、1942年 -  ）

髙田次郎門下で1960年に富田林一の名で朝日座で初舞台。1969年に加入。バイオレッツ、プレイボーイズ、フロッグボンズ等音楽ショウを転々とする。その後は藤井寺市の市議会議員を務めている。
- 中川ヒロシ（本名：未公表、1951年 -  ）

1971年に加入。その後は桐野丈二郎の名で作曲家となる。